# Heiseb Patera
L'Heiseb Patera è una struttura geologica della superficie di Io.